# 366
| Calendário gregoriano                                                        | 366 CCCLXVI                     |
| Ab urbe condita                                                              | 1119                            |
| Calendário arménio                                                           | -186 – -185                     |
| Calendário bahá'í                                                            | -1478 – -1477                   |
| Calendário budista                                                           | 910                             |
| Calendário chinês                                                            | 3062 – 3063                     |
| Calendário copta                                                             | 82 – 83                         |
| Calendário etíope                                                            | 358 – 359                       |
| Calendários hindus - Vikram Samvat - Calendário nacional indiano - Cáli Iuga | 421 – 422 287 – 288 3466 – 3467 |
| Calendário Holoceno                                                          | 10366                           |
| Calendário islâmico                                                          | 264 BH – 263 BH                 |
| Calendário judaico                                                           | 4126 – 4127                     |
| Calendário persa                                                             | 256 BP – 255 BP                 |
| Calendário rúnico                                                            | 616                             |
| Calendário solar tailandês                                                   | 909                             |

366 (CCCLXVI na numeração romana) foi um ano comum do século IV do Calendário Juliano, da Era de Cristo, a sua letra dominical foi A (52 semanas), teve início a um domingo e terminou também a um domingo.
| Ano completo                    |
| ------------------------------- |
| Ano comum com início ao domingo |

## Eventos
- A Tabula Peutingeriana é elaborada por volta deste ano.
- Atanásio de Alexandria retorna do exílio.
- 2 de Janeiro - Os alamanos cruzam o Rio Reno e invadem o Império Romano.
- 1 de Outubro - É eleito o Papa Dâmaso I, sucessor do Papa Libério.

## Mortes
- 24 de Setembro - Papa Libério.
- Acácio de Cesareia
- ? Procópio é assassinado.